# 제시 헬름스

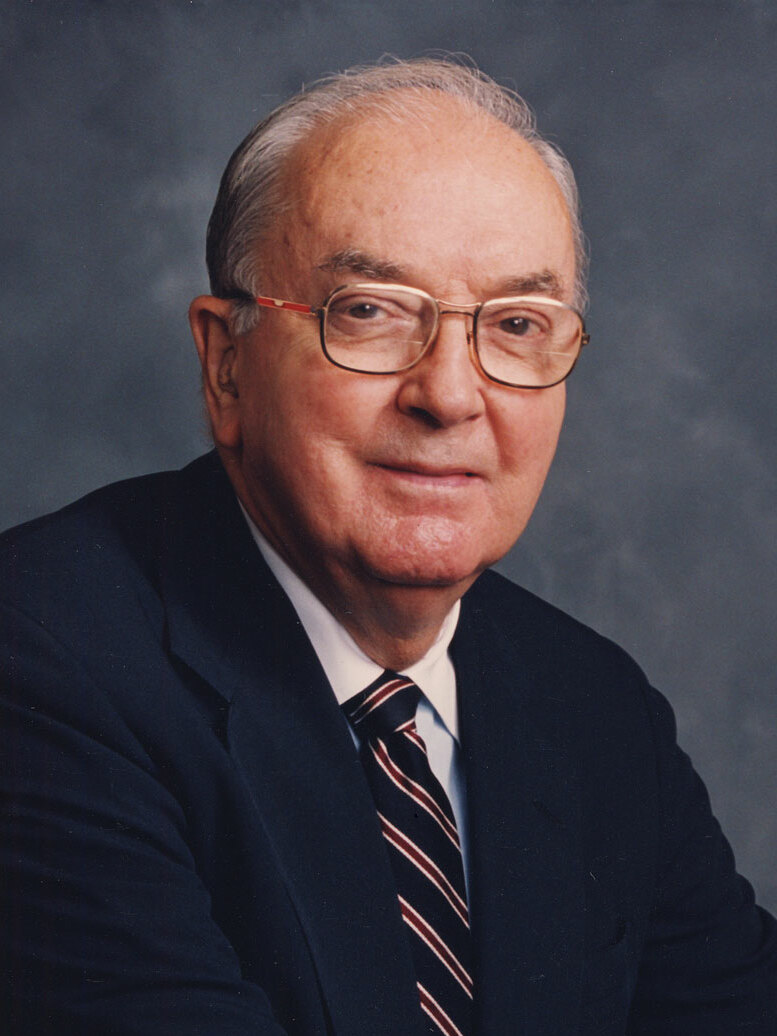

제시 헬름스(Jesse Helms, 본명: 제시 알렉산더 헬름스 주니어, Jesse Alexander Helms Jr., 1921년 10월 18일 ~ 2008년 7월 4일)는 미국의 정치인이었다. 보수 운동의 리더인 그는 1973년부터 2003년까지 노스캐롤라이나주 상원의원을 역임했다. 1995년부터 2001년까지 상원 외교위원회 위원장을 역임하면서 외교 정책에서 중요한 목소리를 냈다. 헬름스는 로널드 레이건의 백악관 탐구에 초점을 맞추고 많은 지역 및 지역 후보자들을 도우면서 1970년대 보수주의 부활을 조직하고 자금을 지원하는 데 도움을 주었다.
국내 사회 문제에 대해 헬름스는 시민권, 장애인 권리, 환경주의, 페미니즘, 동성애자 권리, 차별 철폐 조치, 낙태에 대한 접근, 종교 자유 회복법 및 국립 예술 기부금에 반대했다. 그는 동성애에 반대하는 수사에서와 같이 보수주의에 "공격성"을 가져 왔다. 미국 정치 연감(Almanac of American Politics)은 "제시 헬름스(Jesse Helms)보다 더 논쟁의 여지가 많고 어떤 곳에서는 사랑받고 다른 곳에서는 미움을 받는 미국 정치인은 없습니다"라고 썼다. 강력한 상원 외교위원회 위원장으로서 그는 반공 외교 정책을 요구했다. 국무부와의 관계는 종종 신랄했고 그는 수많은 대통령 지명자를 차단했다.

## 역대 선거 결과
| 선거명      | 직책명                          | 대수  | 정당   | 득표율 | 득표수      | 결과 | 당락                           |
| ----------- | ------------------------------- | ----- | ------ | ------ | ----------- | ---- | ------------------------------ |
| 1972년 선거 | 상원의원 (노스캐롤라이나 제2부) | 93대  | 공화당 | 54.01% | 795,248표   | 1위  | 노스캐롤라이나주 상원의원 당선 |
| 1978년 선거 | 상원의원 (노스캐롤라이나 제2부) | 96대  | 공화당 | 54.50% | 619,151표   | 1위  | 노스캐롤라이나주 상원의원 당선 |
| 1984년 선거 | 상원의원 (노스캐롤라이나 제2부) | 99대  | 공화당 | 51.66% | 1,156,768표 | 1위  | 노스캐롤라이나주 상원의원 당선 |
| 1990년 선거 | 상원의원 (노스캐롤라이나 제2부) | 102대 | 공화당 | 52.54% | 1,087,331표 | 1위  | 노스캐롤라이나주 상원의원 당선 |
| 1996년 선거 | 상원의원 (노스캐롤라이나 제2부) | 105대 | 공화당 | 52.64% | 1,345,833표 | 1위  | 노스캐롤라이나주 상원의원 당선 |